# 金萬有病院
金萬有病院（キムマニュびょういん、김만유병원）は、朝鮮民主主義人民共和国（北朝鮮）にある総合病院。

## 概要
朝鮮民主主義人民共和国（北朝鮮）に３つある中央病院の１つで、大学病院を除く一般総合病院としては同国で唯一の中央病院。
在日朝鮮人の医師であり、日本の西新井病院の創立者である金萬有による22億円の資金提供と西新井病院の技術協力によって1986年4月に開院。西新井病院は当院の姉妹病院である。
在日本朝鮮人医学協会が当院に対して物品の支援を行っているほか、WHOや国外のNPOが北朝鮮で医療支援活動を行う際の受け入れ先の一つとなっている。
平壌科学技術大学医学部の医師臨床研修は、当院で行われている。

## 設備
敷地10.5ヘクタール。本館は3棟から構成され、延べ面積10万平方メートルで、地下2階、地上16階。本館のほかに、アイソトープ治療病棟、動物実験棟の計5棟で構成されている。病床数は1300、病室は200余り、診療科目は約30。手術室は、10室 (本館4階)。

## 関係者
- 金萬有 - 医師、西新井病院元理事長。当院の開設以来亡くなるまで名誉院長(1986-2006)。当院設立を初めとする医療等の貢献に対して、朝鮮の保健当局が「人民医師」の称号を、 99年には国家学位職授与委員会が「朝鮮教授」の称号が与えられた。

## その他の病院
- 朝鮮赤十字総合病院
- 平壌医科大学病院
- 平壌産院